# Galápagosalbatross
Galápagosalbatross (Phoebastria irrorata) är en akut hotad fågel i familjen albatrosser inom ordningen stormfåglar.

## Utseende
Galápagosalbatross är en medelstor albatross med en kroppslängd på 90 centimeter. Den har ett karakteristiskt utseende. Huvudet är vitt med brungul anstrykning på hätta och nacke. Ovansidan är kastanjebrun och tätt bandad, grövre vid övergumpen. Bröstet är vitaktigt och resten av undersidan bandad som ovansidan. Undersidan av vingen är vikaktig med brunare axillarer. Näbben är blekgul och de blå fötterna sticker ut bakom stjärten i flykten.

## Läte
Spelande fåglar avger kraxande, gläfsande och utdragna ljud.

## Utbredning
Fågeln häckar enbart på ön Española i Galápagosöarna och med några få par på Isla La Plata utanför Ecuador. Utanför häckningstid rör den sig mot ost och sydost till Peru och allra nordligaste Chile. Den ses sällan norr om ekvatorn, tillfälligtvis utmed Colombias och Panamas kust.

## Ekologi
Galápagosalbatrossen anländer till häckningskolonierna i slutet av mars, hanarna före honorna. Från mitten av april till slutet av juni lägger den ägg. Ungarna blir flygga mellan slutet av december och början av januari. Först vid fyra till sex års ålder blir fågeln könsmogen. Den lever av bläckfisk, fisk och skaldjur men verkar också dra nytta av föda som andra fåglar ratar.

## Bilder

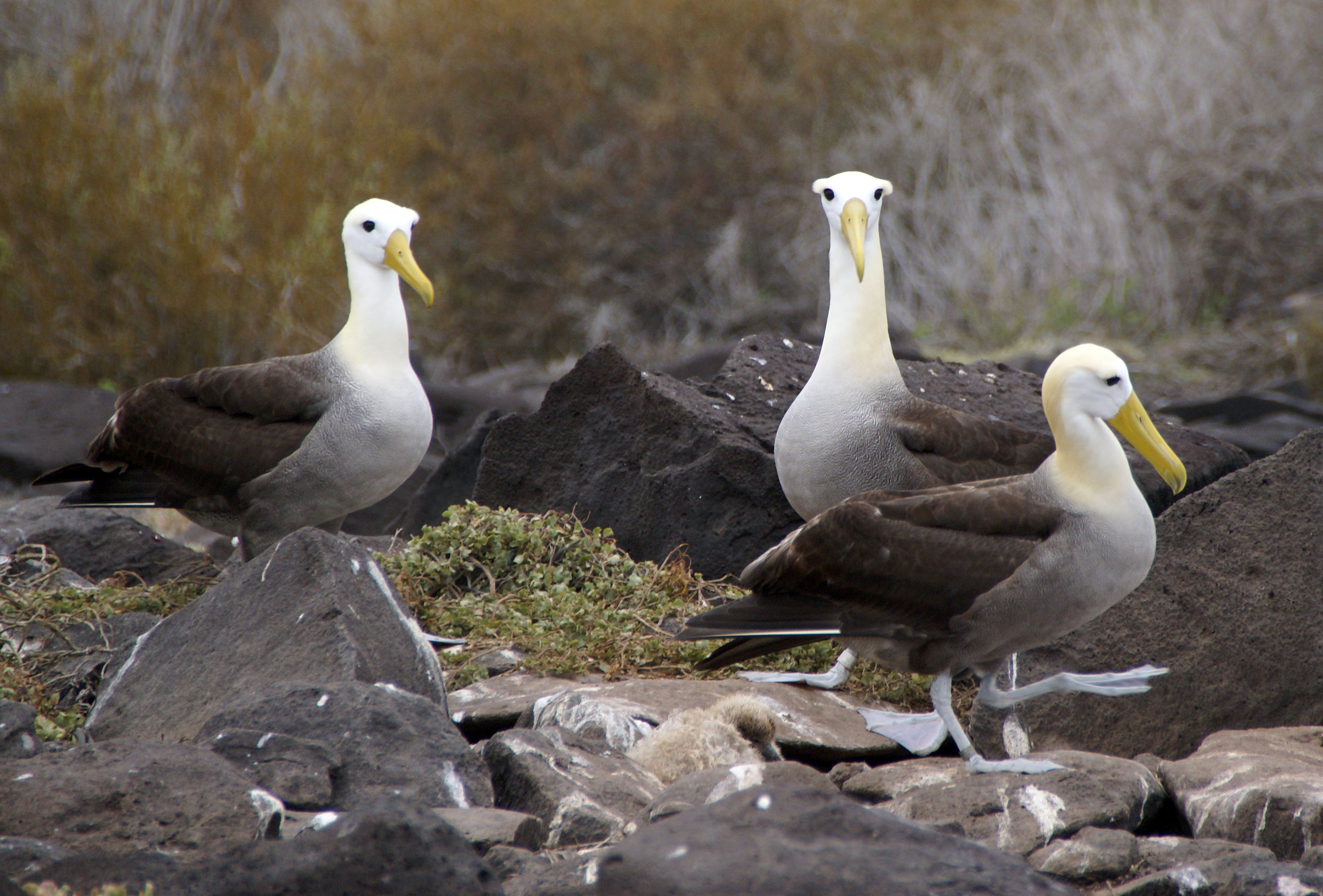
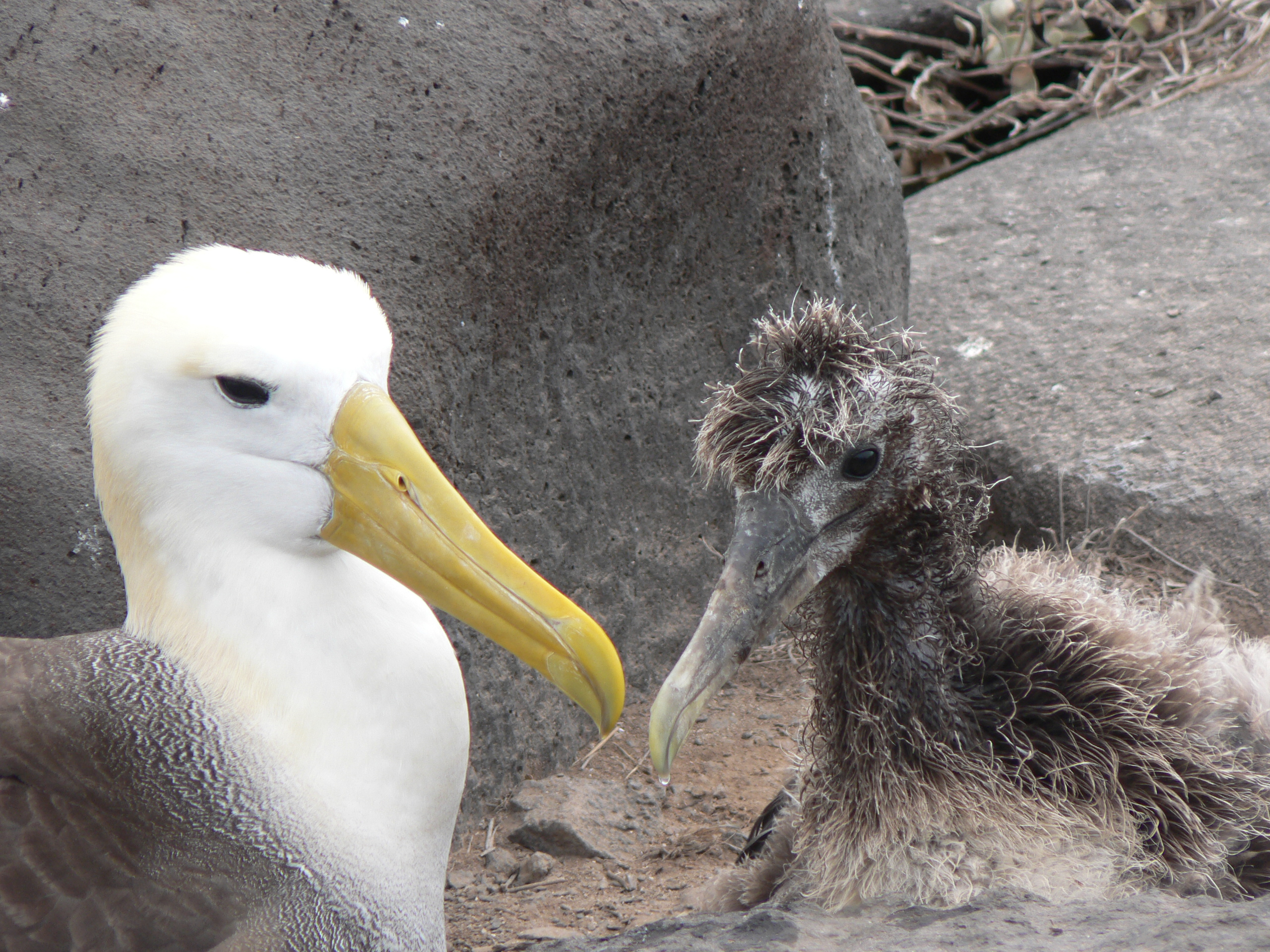
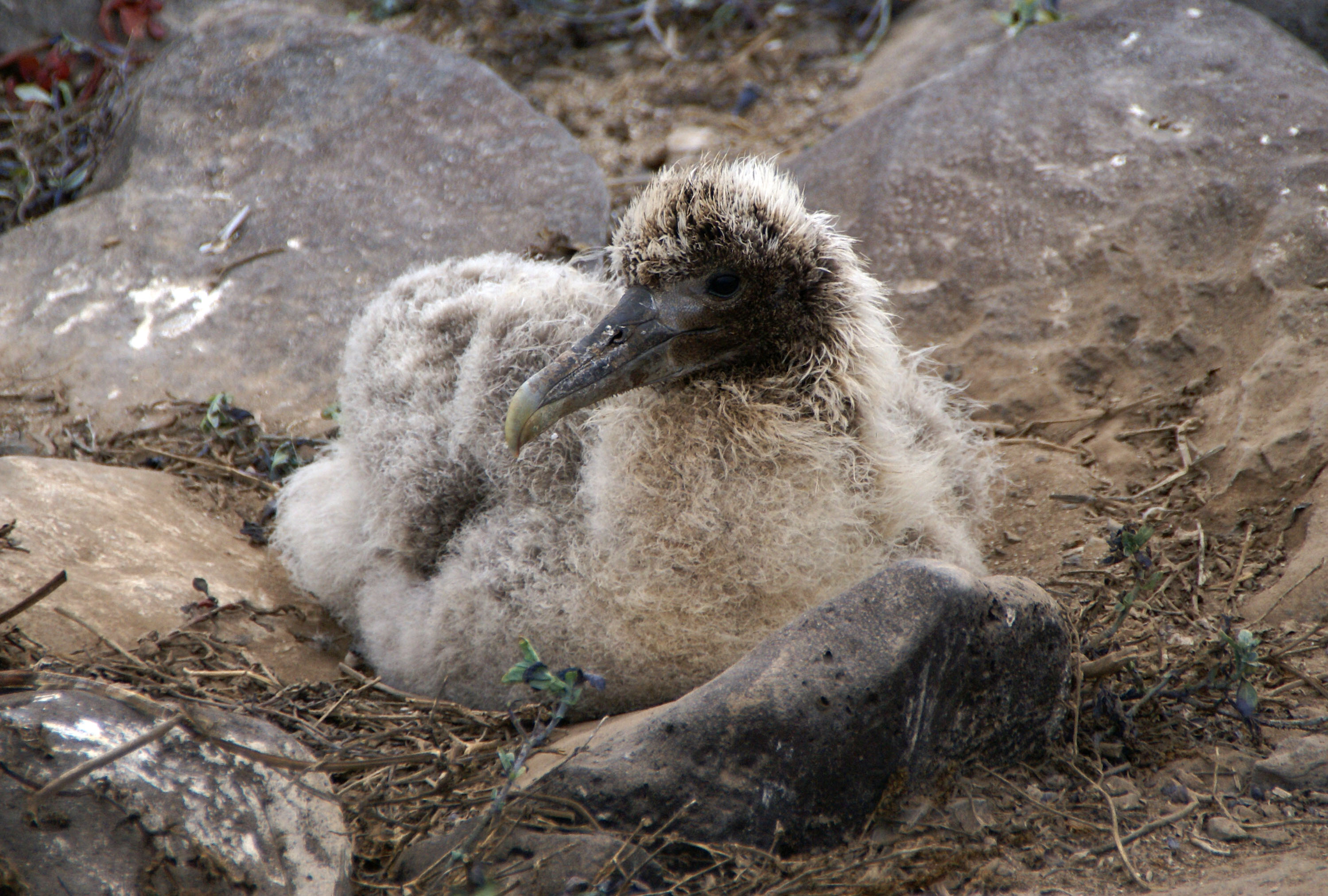
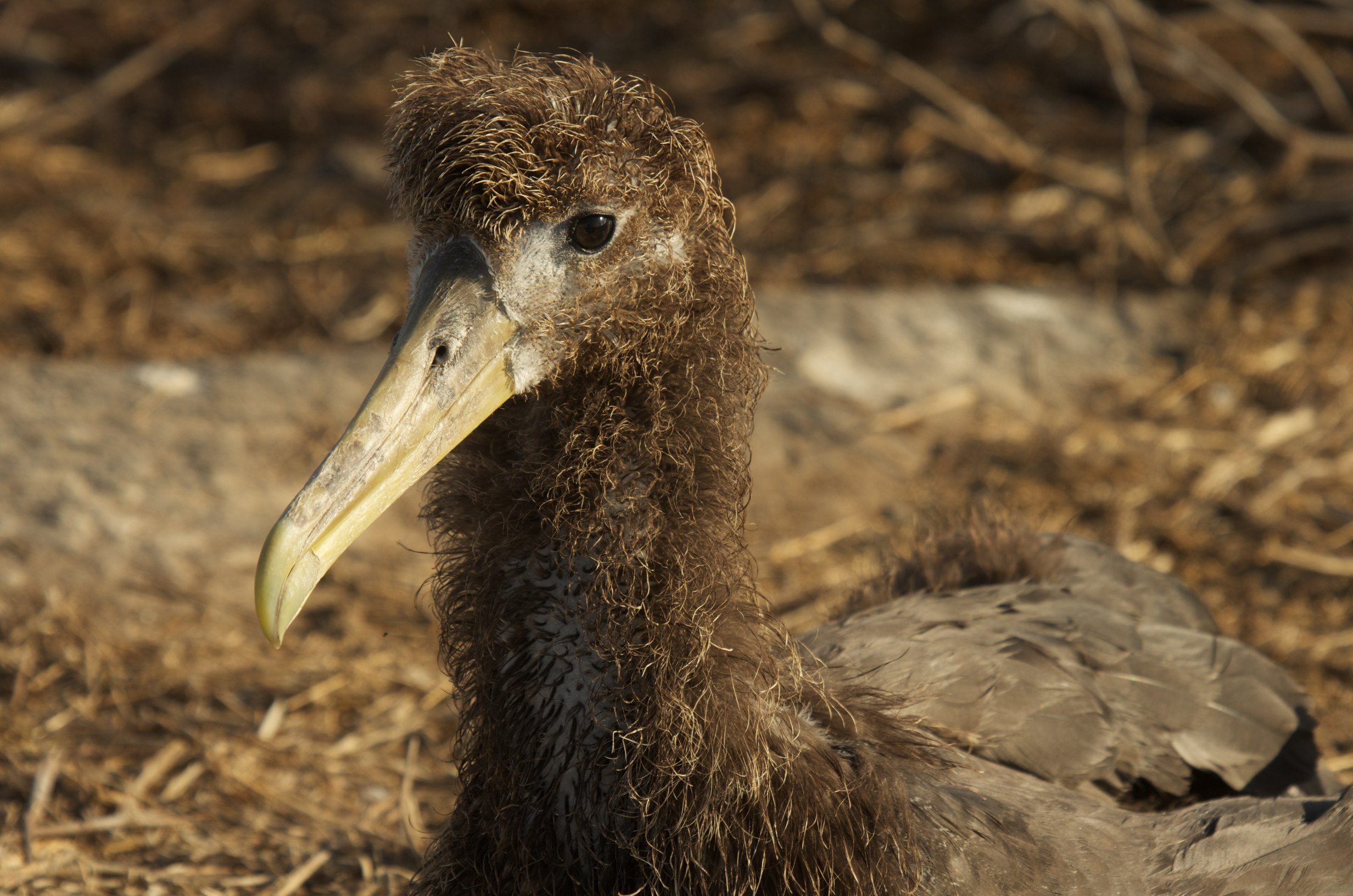

## Status och hot
Arten har ett mycket begränsat utbredningsområde och beståndet minskar i antal. IUCN kategoriserar därför arten som akut hotad. På Española fanns knappt 35 000 vuxna individer 2001. På La Plata häckar det troligen endast 10–20 par.